# Antoine Pâris
Pour les articles homonymes, voir Paris (homonymie).
Antoine Pâris, dit le Grand Pâris, né le 9 février 1668 à Moirans et mort à Sampigny le 29 juillet 1733, est un financier français.
Il était l'aîné des quatre frères Pâris, financiers sous le règne de Louis XV.

## Un fils de marchand de céréales qui brille dans le ravitaillement de l'armée
Après des études de droit à Grenoble avec son frère Claude il devient avocat au Parlement du Dauphiné, la filière qui permet sous Louis XIV d'accéder plus facilement aux postes très recherchés de partenaires de l'État, pour la ferme, collecte des impôts ou les fournitures aux armées. Il y côtoie la noblesse de la province et se crée un réseau utile pour accéder aux plus hautes charges de l'État.
Il débute ensuite sa carrière en secondant son père Jean Pâris, marchand de céréales à Moirans (Isère), dans les approvisionnements en céréales aux armées. En 1687, à l'âge de seulement 19 ans, il se rend à Lyon et demande aux magistrats de la ville de libérer les blés conservés dans les "magasins d'abondance" pour les envoyer sur Grenoble, en promettant de les rembourser lorsque le dégel permettra à nouveau de s'approvisionner en Bourgogne. Il obtient ainsi six mille sacs de blé. 
À 33 ans, avec son frère cadet Claude, il réussit en avril 1691 le tour de force de ravitailler les troupes françaises encerclées  par les armées du Duc de Savoie, dans Pignerol, au Piémont italien, lors de la guerre de la Ligue d'Augsbourg. Avec son autre frère Antoine il dirige en 1692 les fournitures du camp de Sablons, situé en bordure du Rhône, au nord de Valence. 
Il va également chercher en 1693 mille mulets et trois mille sacs à l'ouest dans le Vivarais. Ces deux convois lui permettent d'approvisionner l'armée royale lors du siège de Montmélian (Savoie).

## Le ravitaillement des populations lors de la famine de 1693-1694
Lors de la grande famine de 1693-1694, Antoine Pâris se voit confier le ravitaillement des populations du Dauphiné. Utilisant une logistique qui a fait ses preuves lors des campagnes militaires de la guerre de la Ligue d'Augsbourg, ils s'attire la sympathie des Maréchaux, du Ministre Louvois et des Administrateurs du Dauphiné.
L'État tardant à leur rembourser les frais occasionnés lors des diverses campagnes, Antoine Pâris part s'installer à Paris en 1696 afin de réclamer son dû, puis se lance dans diverses opérations de négoce avec son frère Claude, plus ou moins réussies. Le début de la guerre de Succession d'Espagne le voit nommé Directeur Général des Vivres de l'armée des Flandres en 1704. 

## La Grande famine de 1709
Il est à nouveau chargé d'approvisionner les troupes lors de la Grande famine de 1709. Louis XIV avait décidé, à l'ouverture de la campagne, que le Dauphin irait commander l'armée de Flandres. Avant de le laisser partir, on demanda au ministre de la guerre Chamillard, quelle était la situation des magasins sur la frontière. Trompé par un de ses agents, le ministre affirma qu'il s'y trouvait deux cent quarante mille sacs de blé. Les frères Pâris prouvèrent par des pièces irréfutables que les provisions de la frontière se réduisaient en fait à sept mille sacs, et qu'il en fallait mille par jour.
L'éloignement des vivres que l'on avait, pour plus de sûreté, conservés en Picardie, occasionna un nouvel embarras. Son frère, Pâris-Duverney, y remédia en faisant faire à ses équipages trente-cinq lieues en soixante-douze heures. Quelques jours après, il s'introduisait, sous un déguisement, dans la place de Mons, contrôlée par l'ennemi, et, en une demi-journée rapporta l'information sur la situation des magasins, qui avait été envoyée le jour même aux députés des Provinces-Unies et au Prince Eugène. 
Lors du siège de Douai (1712), les chevaux manquèrent. Ceux des vivres, au nombre de 3 000, furent mis à la disposition des combattants et 1 800 périrent, mais les frères Pâris comblèrent le manque et se firent payer en billets d'État, remboursables en 1716.

## Le pavillon de Bercy
Il épouse en 1706 Marie Élisabeth de La Roche. Témoin de son importance à la Cour, son contrat de mariage sera cosigné par le Dauphin, le duc de Bourgogne et le Maréchal de Villeroy. 
Personnage parmi les plus en vue de la capitale, Antoine Pâris fait l’acquisition en 1711 d’un terrain aux environs de Bercy où il élève une somptueuse demeure connue sous le nom de « Pâté-Pâris » ou encore le « Petit Bercy », par opposition au « Grand Bercy » qu'était le château.. Cette construction marque la consécration pour le Moirannais. Elle sera immortalisée par des gravures réalisées par Mariette et offertes à Antoine Pâris par le roi de Pologne Stanislas Leszczynsky, futur beau-père de Louis XV.
Les frères Pâris avaient pour protecteur et pour appui principal à la cour, le duc de Beauvilliers, qui était lui-même l'ami de Fénelon et du Duc de Bourgogne.

## Associé au règlement de la dette de l'État
À la mort de Louis XIV, Antoine Pâris sera associé par le Duc de Noailles au règlement de la dette colossale de l'État.
Les frères Pâris passèrent d'abord devant la cour de justice, comme beaucoup d'autres financiers de Louis XIV.  Soumis au jugement d'une commission spéciale et particulière, ils n'eurent, d'après leur historien, à payer qu'une taxe de 200 000 livres.
Exilé de force une première fois en juin 1720, Antoine Pâris porta en juin 1720 son choix sur le Comté de Sampigny en Lorraine. Lorsqu'il emménage avec ses gens dans son château, la population du village double.
La banqueroute de John Law verra Antoine le voir retrouver le chemin de Versailles. C'est à cette époque qu'il travaille à la création de la Bourse de Paris, qui ne verra cependant le jour qu'un siècle plus tard. 
Rappelés à Paris au mois de décembre 1720, les frères Pâris furent mis de nouveau à la tête de la ferme générale. Antoine Pâris va contribuer avec ses frères à la naissance de la comptabilité en partie double (débit-crédit), fondement de notre comptabilité actuelle. Dès lors, Antoine Pâris ne quittera plus les allées du pouvoir. La liquidation de la dette par l'opération du visa en 1721 confie aux frères Pâris un pouvoir exorbitant puisque d'un trait de plume ils décident de la faillite ou non d'un individu. Une commission du visa est chargée d'examiner les demandes de conversion en or des billets achetés par des centaines de milliers d'épargnants, en déterminant si leur comportement était ou non dicté par la spéculation.

## Nouvelles accusations de spéculation sur le blé et exil en Lorraine
Nommé fermier général, arrivé au faîte de sa gloire, il acquiert en 1722 pour un million de livres l'office de Garde du Trésor Royal. Ultime marque de faveur : il est nommé Conseiller d'État en 1724.
En 1723, un proche collaborateur du secrétaire d'État de la guerre Claude Le Blanc, le trésorier de l’Extraordinaire des guerres, Gérard Michel de La Jonchère, fait banqueroute. Les frères Pâris accusèrent d'une malversation de 12 à 13 millions, affirmant, en s'engageant à perdre tous leurs biens si l'accusation était reconnue fausse, qu'il avait reçu en 1720 de l'argent en espèces pour la solde des officiers et les avait payés en billets. La Jonchère arrêté et conduit à la Bastille où il reste plusieurs mois, avant d'être acquitté. Le duc de Bourbon suscite alors une cabale contre secrétaire d'État à la guerre Claude Le Blanc, et l'accuse d’avoir détourné les fonds du ministère de la guerre.
Antoine Pâris s'attire ainsi des inimitiés qui lui seront fatales, s'ajoutant à celles du financier John Law, dont il avait prévu l'échec, qui se concrétise par le krach du système de Law en 1720.
Les ennemis des frères Pâris les accusèrent en 1725 d'avoir, en 1722, fait passer de grandes quantités de blé à l'étranger et de les avoir ensuite fait rentrer en France pour les y revendre à un prix exorbitant.
Une révolution de palais, le 11 juin 1726 aura pour conséquence un deuxième exil pour les 4 frères, qui sont jugés trop puissants à Paris et soupçonnés de cartelliser le marché des céréales : l'un va en Périgord, l'autre en Dauphiné, le troisième à Saumur et le dernier par delà Vitry-le-François. Antoine est assigné à résidence à Sampigny, il ne quittera plus ses terres de Lorraine, où il décède à 65 ans dans son château le 29 juillet 1733.